# Indywidualne Mistrzostwa Europy w Ice Speedwayu 2024
Indywidualne Mistrzostwa Europy w ice speedwayu 2024 – turniej w wyścigach motocyklowych na lodzie, mający na celu wyłonienie medalistów indywidualnych mistrzostw Europy w sezonie 2024. 

## Zasady
Turniej rozegrany zostanie w formie dwudniowego finału na torze łyżwiarskim Błonie, który gościł jedną z rund cyklu mistrzowskiego w 2022, oraz turniej dwudniowy w 2023 roku. O tytuł indywidualnego mistrza Europy walczono w Sanoku także w 2008 roku.
Obowiązuje wprowadzona w 2020 roku tabela biegowa, składająca się z 20 biegów serii zasadniczej, wyścigu ostatniej szansy dla zawodników z miejsc 3–6. oraz finału w którym udział bierze po dwóch najlepszych zawodników serii zasadniczej i wyścigu ostatniej szansy. O ostatecznej kolejności zdecyduje suma punktów zgromadzona przez dwa dni zawodów.

## Zawodnicy
Po 3 nominacje na mistrzostwa otrzymały 4 reprezentacje. Niemcy i Szwecja otrzymały prawo do nominowania trzech pełnoprawnych uczestników, z kolei Austria i Czechy reprezentowane będą przez 2 stałych zawodników oraz po jednym zawodniku rezerwowym. Finlandia i Holandia otrzymały prawo wyznaczenia po 2 stałych uczestników zawodów, natomiast Polska i Włochy po jednym.

### Numery startowe
| (1) (2) (3) (4) (5) (6) Michał Knapp (7) (8) | (9) (10) (11) (12) (13) (14) (15) (16) |

### Rezerwowi
(17) 
(18) 